# Puerto Varas (kommun)
Puerto Varas är en kommun i Chile.   Den ligger i provinsen Provincia de Llanquihue och regionen Región de Los Lagos, i den södra delen av landet, 900 km söder om huvudstaden Santiago de Chile.
I omgivningarna runt Puerto Varas växer i huvudsak blandskog. Runt Puerto Varas är det glesbefolkat, med 12 invånare per kvadratkilometer.